# La gente di spirito
La gente di spirito è una commedia in cinque atti di Giuseppe Giacosa, scritta nel 1872.

## Trama
La scena si svolge in uno stabilimento balneare.

### Atto primo
Tra gli ospiti dello stabilimento c'è un gruppo di amici, Carlo, Ernesto, Fausto e Federico, gente di spirito, la cui occupazione principale sembra essere quella di sparlare di chiunque, anche di loro stessi.
Tra i bersagli delle maldicenze figurano Lucia, giovane che vuole sembrare irreprensibile ma di cui si dice che abbia appuntamenti clandestini con Ernesto, e il dottor Massimo, che viene deriso in presenza della stessa Lucia, che non gradisce che si parli male del dottore, persona ammodo e generosa.
Lucia è in vacanza con la cugina Eulalia e con i genitori di lei, il signor Campioni e la moglie Eugenia. Eugenia spera di far sposare Eulalia con il dottor Massimo, il quale tiene molto a questo matrimonio, per il quale Eulalia sta invece perdendo interesse.

### Atto secondo
Il signor Campioni fa una confidenza a Carlo. Egli vorrebbe raggiungere la gloria scrivendo un libro, e ha scelto un trattato matematico sull'Orlando furioso di Ludovico Ariosto. Questo libro rischia di gettare nel ridicolo Campioni e Carlo si rivolge a Massimo, chiedendogli di parlare a Campioni per dissuaderlo dal progetto. Alla prima occasione Massimo cerca di far capire al futuro suocero l'inutilità della sua idea, ottenendo solo di farlo infuriare.
Lucia però ha capito qual è il vero scopo di Carlo: egli vuole gettare Massimo in cattiva luce agli occhi del Campioni, sperando in questo modo di sostituirsi a Massimo come sposo di Eulalia, che porterà con sé una ricchissima dote.
Ernesto, d'altra parte, ha intuito che Lucia è segretamente innamorata di Massimo, avendola vista piangere di nascosto quando i suoi amici avevano preso di mira Massimo per i loro scherzi. Ernesto, stanco dell'inutile vita di scherzi e pettegolezzi della gente di spirito, si ripromette di aiutare Lucia, convinto che Eulalia sia una civetta che non merita una persona come Massimo.

### Atto terzo
Carlo, ricambiato, fa la corte alla signora Eugenia, e i suoi amici ci scherzano sopra, riuscendo a fare insospettire Campioni, che ritiene Carlo un amico.
Poi, su iniziativa di Ernesto, viene preso di mira Matteo, un giovane timido e solitario, di cui si cerca di mettere in ridicolo l'amore per una ragazza tedesca. Anche Eulalia partecipa all'ilarità generale causata dalle crudeli battute.

### Atto quarto
Massimo non ha affatto apprezzato gli scherzi nei confronti di Matteo, e soprattutto il comportamento di Eulalia. Coglie l'occasione per un chiarimento con la fidanzata, dicendole chiaramente di non amarla più. Eulalia accoglie queste parole quasi con indifferenza e la rottura è inevitabile. Dopo il litigio compare Ernesto, soddisfatto, che dice a Massimo, che non capisce, di avere lavorato per lui e di essere in cerca di Matteo per presentargli le scuse. 
Anche tra Carlo e Campioni si richiede un chiarimento. Carlo ammette di essersi appartato con Eugenia, ma solo allo scopo di convincere la signora a concedergli la mano di Eulalia. Ad Eugenia, stupita, racconta che questa spiegazione è la sola che può salvare il loro onore. Il credulone Campioni non sembra vero di potersi liberare di Massimo, e corre a dare la notizia a Eulalia, che non prende posizione.
Massimo comincia ad apprezzare le qualità di Lucia, e quando, in un litigio con Carlo che gli rivela di avere chiesto la mano di Eulalia, si accenna ai presunti appuntamenti tra Lucia ed Ernesto, Massimo sfida Carlo a duello. Partito Carlo, però, è lo stesso Ernesto a rassicurare Massimo che tra lui e Lucia non vi è stato nulla.

### Atto quinto
Eulalia, che ha saputo dal padre del duello, chiede a Carlo come prova d'amore di prometterle di fare qualunque cosa lei gli chiederà. Carlo promette, ed Eulalia dice che la promessa è sufficiente e in realtà non gli voleva chiedere nulla. Ma Carlo, che sta cercando un pretesto per evitare il duello, sostiene di avere intuito cosa Eulalia voleva da lui: che rinunciasse alla sfida con Massimo. Così, potrà sottrarsi alla prova senza vergogna, adducendo una promessa d'amore.
Ernesto, saputo dell'intenzione di Eulalia di accettare la proposta di matrimonio di Carlo, la ammonisce che questo sarà la fine dei suoi sogni giovanili. Poi le rivela, ironicamente, che il duello non era stato chiesto da Carlo per vendicare presunti insulti alla stessa Eulalia, come Carlo aveva cercato di far credere, ma al contrario voluto da Massimo per difendere l'onore di Lucia.
Lucia apprende il racconto di Ernesto e capisce che il suo sogno d'amore con Massimo ora si potrà avverare. Carlo annuncia ufficialmente il matrimonio con Eulalia, che nonostante tutto lo ha accettato, mentre Ernesto si prepara a partire, soddisfatto per avere compiuto questa volta una buona azione.